# Mitchell Langerak
Mitchell James Langerak (Emerald, 22 de agosto de 1988) é um futebolista australiano que atua como goleiro. Atualmente joga pelo Nagoya Grampus, do Japão.

## Carreira

### Início
Langerak assinou seu primeiro contrato profissional em fevereiro de 2007, com o Melbourne Victory. Para dar mais experiência ao jogador, os Dark Blues o liberaram por empréstimo ao South Melbourne. Nos Lakers, Langerak atuou em 14 partidas. De volta ao Victory, que ficou sem Eugene Galeković (havia se transferido para o Adelaide United), o atleta firmou-se como titular até 2010, quando foi contratado pelo Borussia Dortmund. Inicialmente, o Victory rejeitara uma proposta do clube alemão por Langerak, mas após uma nova proposta, a equipe de Melbourne decidiu aceitá-la.

### Chegada ao Borussia

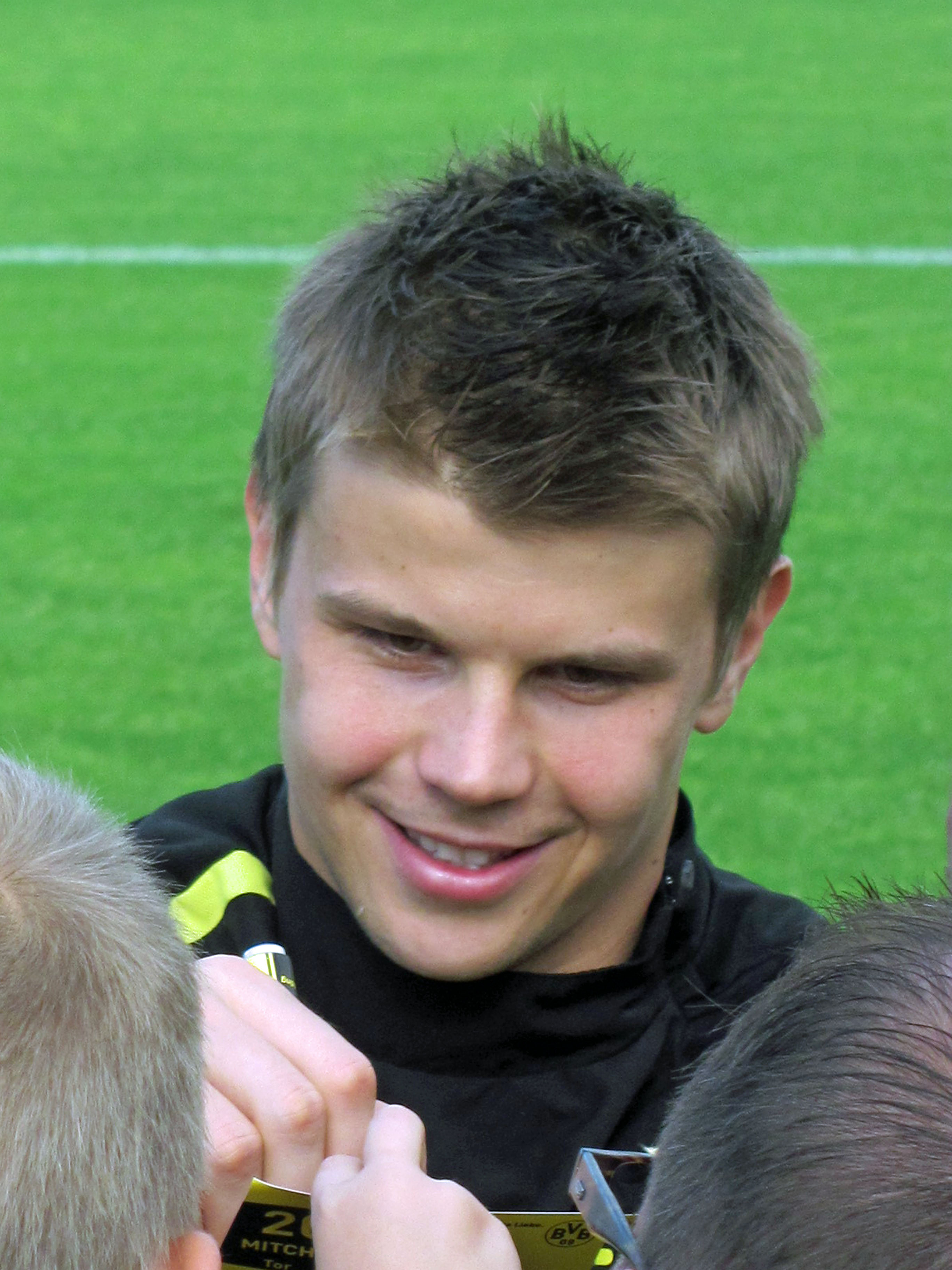
Langerak em sessão de autógrafos em treino do Borussia Dortmund.

Em maio de 2010, Langerak chegou ao Borussia Dortmund para ser reserva de Roman Weidenfeller. Inicialmente, foi relegado ao time de reservas, mas com a lesão do titular, fez sua estreia pelo clube justamente em um clássico frente ao Bayern de Munique, derrotado por 3–1, com atuação sólida do jovem goleiro.
Substituindo Weidenfeller à altura em algumas partidas em que o veterano esteve ausente por lesão, Langerak foi promovido ao elenco principal a partir de 2012. Na primeira partida do Campeonato Alemão de 2013-14, contra o Augsburg, o Borussia Dortmund venceu por 4–0 - com Langerak no gol, o clube aurinegro não foi derrotado na citada edição da Bundesliga, invencibilidade quebrada contra o Napoli, jogo que marcou a estreia de Langerak na Liga dos Campeões da Europa. O goleiro não teve sorte, tendo perdido dois dentes ao se chocar com uma trave ao tentar impedir um gol de Lorenzo Insigne. Este foi o primeiro gol sofrido por Mitch em sua passagem pelo Dortmund.[carece de fontes?]

### Stuttgart
Em 2015 assinou com o Stuttgart.

### Nagoya G Eight
Em 2018 assinou com o Nagoya Grampus, que disputa a J-League, atuando ao lado do brasileiro Jô.

## Seleção Australiana
Após passagem pela categoria Sub-20 da Seleção Australiana de Futebol, Langerak fez sua estreia pela equipe principal dos Socceroos em outubro de 2013, contra a França. O goleiro mostrou-se instável em campo, tendo levado seis gols dos Bleus. Esta fraca atuação foi decisiva para Langerak ser relegado ao banco de reservas.
Integrou o elenco australiano que disputou a Copa do Mundo FIFA de 2014.

## Títulos

### Austrália
- Copa da Ásia: 2015

### Central Coast Mariners
- A-League: 2008 (fase inicial), 2008–09 (primeira e segunda fases)

### Borussia Dortmund
- Bundesliga: 2011-12, 2012-13
- Copa da Alemanha: 2011-12
- Supercopa da Alemanha: 2013, 2014